# Qelelevu
Qelelevu je fidžijský korálový ostrůvek. Je součástí ostrovů tvořících Ringgoldovy ostrovy, ležící na východě Vanua Levu, jednoho ze dvou největších fidžijských ostrovů. Vyjma několika dalších korálových ostrůvků je vzdálen asi 80 km od nejbližšího ostrova.
Nachází se na 16,09° jižní šířky a 179,26° východní délky. Qelelevu má rozlohu 1,5 km² a maximální výšku 12 metrů.
Qelelevu je jediným trvale obydleným ostrovem Ringgoldových ostrovů. Nejvýznamnějším hospodářstvím je rybaření.